# Mundaba Kisombe
Mundaba Kisombe (29 settembre 1976) è un ex calciatore della Repubblica Democratica del Congo, di ruolo difensore.

## Caratteristiche tecniche
Era un difensore centrale.

## Carriera

### Nazionale
Ha debuttato in Nazionale nel 1997. Ha messo a segno la sua prima rete con la maglia della Nazionale il 16 febbraio 1998, in RD del Congo-Ghana (1-0), siglando la rete del definitivo 1-0 al minuto 77. Ha partecipato, con la maglia della Nazionale, alla Coppa d'Africa 1998, alla Coppa d'Africa 2002 e alla Coppa d'Africa 2004. Ha collezionato in totale, con la maglia della Nazionale, 29 presenze e una rete.